# Marieke Kuypers
Marieke Kuypers (geboren ca. 1995) is een Nederlandse journalist en socialmediaspecialist.

## Levensloop
Kuypers studeerde film- en literatuurwetenschap aan de Universiteit Leiden. Tijdens haar master mediastudies liep ze stage bij NOS op 3, waar ze daarna bleef werken op de socialmedia-redactie. Begin 2021, tijdens de coronapandemie, begon ze op eigen titel video’s te maken op TikTok met  factchecks van misleidende verhalen en complottheorieën. Deze werden al snel tienduizenden tot honderdduizenden keren bekeken. Na korte tijd te hebben gewerkt bij de VPRO Gids, NOS Stories en het Ministerie van Buitenlandse Zaken begon ze in december 2022 als presentator voor het KRO-NCRV-programma Pointer van een videoserie op YouTube over desinformatie. In 2022 kende Stichting Skepsis hun Piramidependel aan Kuypers toe, erkenning voor mensen die zich verdienstelijk hebben gemaakt bij het uitdragen van het skeptisch gedachtegoed. Sinds medio 2023 Kuypers is factchecker bij Nieuwscheckers, een factcheck-initiatief van de Universiteit Leiden. Samen met Timo Harmelink en Samya Hafsaoui heeft ze de podcast  Computeren, waar ze wekelijks het beste en het slechtste van het internet bespreekt.